# Ulukent
Ulukent ist eine Kleinstadt im Landkreis Tavas der türkischen Provinz Denizli. Ulukent liegt etwa 60 km südwestlich der Provinzhauptstadt Denizli und 15 km südwestlich von Tavas. Ulukent hatte laut der letzten Volkszählung 1.025 Einwohner (Stand Ende Dezember 2010).
Das Verwaltungsgebiet von Ulukent gliedert sich in zwei Stadtteile, Cumhuriyet Mahallesi und Hürriyet Mahallesi, die jeweils von einem Muhtar verwaltet werden.